# Aya Miyama
Aya Miyama (Chiba, 28 de janeiro de 1985) é uma futebolista japonesa que atua como meia. Atualmente, joga pelo Okayama Yunogo Belle.

## Carreira
Miyama fez parte do elenco da Seleção Japonesa de Futebol Feminino, nas Olimpíadas de 2008 e 2012. E nos mundiais de 2011 e 2015.

## Títulos
- Copa do Mundo Feminina: 2011